# La parejita S.A.
La Parejita S.A. es una serie de cómic española creada por Manel Fontdevila, que se publicó de 1995 a 2014 semanalmente en la revista El Jueves, luego recopilada en álbumes. Está protagonizada por una joven pareja de hecho, al que más tarde se añade un hijo pequeño en la que se producen diferentes situaciones cómicas relacionadas con los temas de los padres primerizos, la vida matrimonial o las crisis de los treinta y cuarenta años.

## Antecedentes
La Parejita comenzó a fraguarse durante el servicio militar de Mauricio, en la página de título Emilia/o publicada en la revista Puta Mili en 1993.
En ellas Mauricio tiene que realizar el servicio militar. Emilia, sin poder separarse de él, decide hacerse pasar por chico e ingresar gracias a su amiga Puri, la funcionaria. 
Las historias giran en torno a problemas como los chequeos médicos, las constantes miradas a las revistas porno con pechos XXL, las duchas comunes, las escapadas, el sexo sin que nadie nos vea, los chistes machistas, las batallitas, y un largo etcétera. 

## Trayectoria editorial
Desde 1995, y ya con el título de La Parejita se publican en "El Jueves" historietas de una página de duración, con normalmente 8 o 9 viñetas. Se han recopilado en diversos formatos. Hasta el momento se han publicado los siguientes álbumes:
Pendones y Nuevos Pendones del Humor
- 199x Emilio/a
- 1998 La parejita - Colección Pendones del humor n.º 141.[1]
- 2001 Te amo... ¿puedes bajar la basura? - Colección Nuevos Pendones del humor n.º 2.
- 2001 La felicidad (y otras cosas que pueden suceder en un sofá) - Nuevos Pendones del humor n.º 18.
- 2004 Pegamento pasión - Nuevos Pendones del humor n.º 36.
- 2004 Hace el amor para sus fans - Nuevos Pendones del humor n.º 50.
- 2011 Locos y salvajes - Nuevos Pendones del Humor

Otras colecciones
- 200x La Parejita S.A. (bolsillo) - Clásicos El Jueves
- 2004 La Parejita S.A. (tapa dura) - El Jueves colección Lo más mejor.
- 2005 Amor sexo y turnos de limpieza (en blanco y negro formato bolsillo) - RBA Bosillo
- 2007 Cazadores de ofertas - Colección RBA colección El Jueves (2).
- 2008 Guía para padres desesperadamente inexpertos - Colección La Parejita (1).
- 2008 Las mentiras más hermosas (en blanco y negro formato bolsillo) - RBA Bolsillo.
- 2008 La Parejita Los Inicios - Luxury Gold Collection.
- 2008 La Parejita Desarrollo y Reproducción - Luxury Gold Collection.
- 2011 Somos padres, no personas - Colección La Parejita (2).

Lo Más Mejor de La Parejita S.A. es un álbum recopilatorio que reúne bocetos, dibujos inéditos, las mejores páginas y una entrevista con el autor.

## Argumento
Trata sobre una pareja que, tras un tiempo de noviazgo, deciden irse a vivir juntos como pareja de hecho. En sus historietas, vemos su evolución: adquisición del piso, reparto de tareas, búsqueda de empleos, adquisición de electrodomésticos como la televisión, el ordenador, el móvil, e incluso la llegada de un miembro a su piso: su hijo Óscar, que llega cuando ya la serie está muy avanzada. Regordete y algo vago, al igual que su padre.
La parejita está formada por Mauricio y Emilia. Mauricio es inocentón, amante de las revistas pornográficas, obsesionado con ser un gran cocinero (sobre todo de paellas), pero que siempre fracasa. Se cree un genio, pero es bastante tonto. Al principio era repartidor de pizzas, pero luego ascendió a trabajar en una copistería. Emilia trabaja en un gimnasio y adora explotarle los granitos a su marido. Siempre consigue derrotar a su marido de forma irónica (aunque de vez en cuando le suelta algún que otro tortazo), demostrándole quién lleva los pantalones en la casa (aunque algunas veces Mauricio consigue salirse con la suya). Está obsesionada con el tema de la celulitis y el vestir bien, aunque de vez en cuando se desahoga recordándole a su marido sus hemorroides y su futura calvicie. Uno de los temas principales de la serie es el sexo, mostrándonos algunos gags que pueden surgir durante un orgasmo. Otro de los temas es una crítica hacia la sociedad actual, en donde vemos que son afectados por alguna de las costumbres que hay actualmente: política, búsqueda de piso, pedir un crédito, búsqueda de empleo, España en general, la revolución tecnológica, etc. Aunque principalmente representan los problemas que puede tener una parejita normal y corriente, siempre desde un punto de vista cómico.
Entre los amigos de Mauricio y Emilia, se encuentran Carlitos, un vago, amante de lo friki, que dudosamente sabemos si sabe leer o no, fracasado con las mujeres y que todavía vive con su madre. Elvira es la mejor amiga de Emilia y es muy viajera, aparte de ser físicamente más atractiva que Emilia (de vez en cuando a Mauricio se le salen los ojos). También están los padres de ambos, que de vez en cuando aparecen por la serie para proporcionarles una ayuda económica, asistir a una comida navideña o simplemente ver cómo andan las cosas.

## Cine/TV
La Parejita fue llevada a la televisión por Diagonal TV en 65 episodios de 5 minutos de duración, encarnada por Alejandro Cano y Alicia Rubio en dos DVD y actualmente se emite por YouTube semanalmente.

## Premios
- En 1996 ganó el premio al Mejor Guion en el Salón del Cómic de Barcelona
- En 2001 estuvo nominada en la categoría de Mejor Obra y Mejor Guion.